# 湘女萧萧
《湘女萧萧》（英語：A Girl from Hunan），1986年在中国大陆上映的剧情片，导演谢飞、乌兰，改编自作家沈从文的小说《萧萧》，主演是娜仁花、邓晓光。

## 剧情
中华民国初年，湖南省湘西山区杨家坳，一个年仅12岁的小姑娘萧萧出嫁给了孩童春官，她是童养媳。萧萧白天要带丈夫玩，同时要洗衣服、喂猪干家务活，晚上还要和丈夫同床。到了萧萧18岁时，她已经变得成熟丰满，乳房发育圆润并且带上了裹胸，她听到别人谈起读书的事情时，也对读书充满了向往，希望通过读书改变命运，但是念头慢慢被现实打磨消退。一日，他们家的长工花狗见到萧萧在房间里换衣服，跑了进去，两人在青春期的骚动中做爱了，天长日久，萧萧怀上了花狗的孩子。这时候，村里的寡妇巧秀娘与情人铁匠的情事被曝光，按照族规，铁匠的2条腿被打断，寡妇则投入潭中沉死。此事对萧萧和花狗的触动巨大，花狗恐惧自己步人后尘，偷偷地溜走了，抛弃了怀孕的萧萧。虽然萧萧被人查知与家中长工花狗有性事，但是由于她家庭里人心地善良，放过了她，并且没有要她打胎，她生了一个男孩。萧萧的儿子10岁时，当母亲的萧萧也按照传统习俗给儿子娶了一个童养媳。

## 主演
| 演员   | 角色   | 备注 |
| 娜仁花 | 萧萧   | 春官的童养媳，和长工花狗有一个儿子。                                                                       |
| 邓晓光 | 花狗   | 春官家的长工，因见萧萧身材成熟丰满而爱慕上她，并且使她怀上自己的孩子，后惧怕被以通奸罪处罚而抛下萧萧溜走。 |
| 曾鹏   | 春官   | 幼年时期的春官。                                                                                           |
| 吴文斌 | 春官   | 少年时期的春官。                                                                                           |
| 张愚   | 春官   | 青年时期的春官。                                                                                           |
| 倪美玲 |        | 春官的母亲。萧萧的婆婆。                                                                                   |
| 管宗祥 |        | 春官的爷爷。                                                                                               |
| 唐元通 | 陈四伯 | |
| 贾大中 | 哑巴   | |

## 制作
该片展示了湘西地区的生活，抨击了封建礼教束缚人性和扼杀爱情自由、婚姻自由，对传统文化禁锢性欲展开了批判。

## 奖项
| 年份 | 作品         | 奖项                                             | 是否得奖 | 备注  |
| ---- | ------------ | ------------------------------------------------ | -------- | ----- |
| 1988 | 《湘女萧萧》 | 第四届法国蒙彼利埃国际电影节金熊猫奖             | 獲獎     | [ 2 ] |
| 1988 | 《湘女萧萧》 | 第二十六届西班牙圣赛巴斯蒂安国际电影节堂吉诃德奖 | 獲獎     | [ 2 ] |